# Vermin (schwedische Band)
Vermin war eine schwedische Death-Metal-Band aus Nässjö.

## Geschichte
Die Band wurde im Herbst 1991 in Nässjö gegründet. Im ersten vollen Kalenderjahr veröffentlichte die Band zwei Demos und 1993 ein drittes, alle auf Kassette. Ihr Debütalbum Plunge into Oblivion war eine „Death-Metal-Dampframme“ und erschien 1994 bei Chaos Records, als „andere Bands bereits einen Ausweg aus dem puren Todesblei der frühen Tage suchten“. Hinsichtlich Riffing, Gesang und Produktion nahm die Musik „fast schon punkige Züge“ an.
Mit dem Zweitwerk Millennium Ride folgte ein Wechsel zu dem Label No Fashion Records, das u. a. Katatonia, Lobotomy und Misteltein unter Vertrag hatte, sowie dahingehend eine Stiländerung, dass sie „genau dieselben Zutaten, denselben Sound“ wie schon 1993 Entombed nahmen, so dass dieses Album in einer Rezension als „Wolverine Blus Part II“ bezeichnet wurde.
Auch auf dem dritten und bislang letzten Album Filthy F***ing Vermin spielte die Band „Death ’n’ Roll, der eher in Richtung Roll als Death“ tendiere, stark an Entombed erinnere und über „eine Menge Groove und dreckiges Rock Feeling“ verfüge. Produziert wurde es im Sunlight-Studio von Tomas Skogsberg.
Im Anschluss löste sich die Band auf, „ohne dass davon großartig Notiz genommen wurde“.

## Diskografie
- 1992: Demo 92 (Demo)
- 1992: Life Is Pain (Demo)
- 1993: Scum of the Earth (Demo)
- 1994: Plunge into Oblivion (Chaos Records)
- 1998: Millennium Ride (No Fashion Records)
- 2000: Filthy F***ing Vermin (No Fashion Records)